# Pottia naumanii
Pottia naumanii är en bladmossart som beskrevs av C. Müller 1883. Pottia naumanii ingår i släktet Pottia och familjen Pottiaceae. Inga underarter finns listade i Catalogue of Life.